# Papa Pius al VI-lea

Stema Papei Pius al VI-lea

Papa Pius al VI-lea (n. 25 decembrie 1717, Cesena, Emilia-Romagna, Italia – d. 29 august 1799, Valence, Drôme, Franța) a fost un episcop al Romei, papă al Bisericii Catolice din 15 februarie 1775 până la moarte. În 1798, în contextul instaurării Republicii Romane, stat marionetă al lui Napoleon Bonaparte, a fost declarat destituit din funcție și a fugit la Siena. În 1799 a fost prins de autoritățile franceze. A murit în detenție, în citadela din Valence.

## Originea și studiile
Giannangelo Braschi, primul din patru copii, provenea dintr-o familie nobilă din Romagna, Italia. S-a născut la Cesena, în Romagna, la 25 decembrie 1717. Părinții săi au fost contele Marco Aurelio Tommaso Braschi (1684-1759) și Anna Teresa Bandi (1690-1730). A fost educat de iezuiți. A făcut studii de drept in utroque jure, la Universitatea din Ferrara. 

## Începutul carierei

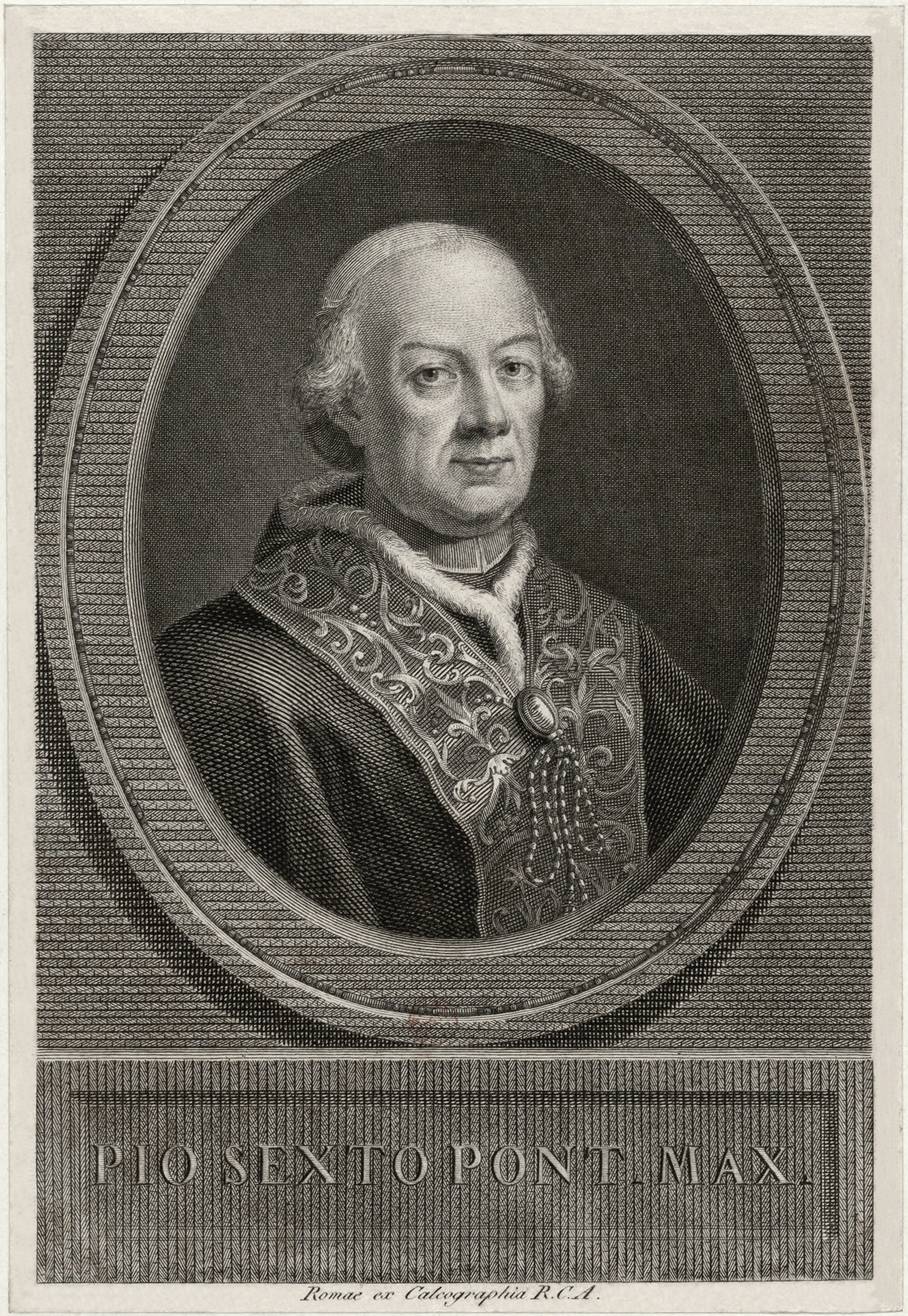
Pius al VI-lea

Devine secretar al cardinalului Tommaso Rufo, legat pontifical la Ferrara. Când Papa Clement al VII-lea a murit, Braschi l-a urmat la Roma pentru conclav. Când stăpânul său Tommaso Rufo a fost numit decan al Colegiului Cardinalilor, a devenit auditor, însărcinat cu administrarea diocezelor de Velletri și de Ostia. Înnoadă legături cu infantele Carlos, când acesta din urmă a fondat Regatul celor Două Sicilii. Abilitatea sa diplomatică îl ajută să obțină funcția de camerier secret.
În 1753, la moartea cardinalului Ruffo, Brachi devine secretar particular al papei Benedict al XIV-lea.
A fost hirotonit preot în 1758. În timpul pontificatului papei Clement al XIII-lea a obținut, în 1766, sarcina de a fi trezorier al Camerei Apostolice, care îl face șef al administrației financiare a Statelor Papale.
La 26 aprilie 1773, a fost înălțat la demnitatea de cardinal-preot de Sant'Onofrio.
A fost ales papă în conclavul din 1774-1775, mulțumită susținerii franceze, și și-a ales numele de Pius al VI-lea, aducându-i astfel omagiu papei Pius al V-lea, papă care a pus în aplicare hotărârile Conciliului de la Trento (1545-1563).

## Pontificatul

### Începutul pontificatului
Papa Pius al VI-lea a reînceput fastul papei Leon al X-lea, ceea ce i-a atras criticile poetului Pasquino. 
S-a confruntat cu iosefismul austriac și a efectuat chiar o călătorie la Viena, în 1782, în scopul convingerii împăratului Iosif al II-lea să renunțe la politica sa reformistă, care viza secularizarea mănăstirilor fără utilitate publică și de înființare de noi parohii din fondurile astfel obținute.

### Pius al VI-lea și Revoluția Franceză
Pius al VI-lea a trebuit să înfrunte evenimentele Revoluției Franceze:
- Naționalizarea bunurilor bisericești;
- Abolirea voturilor monastice (legea din 13 februarie 1790) și suprimarea ordinelor regulate, în afara educației și operelor de caritate, măsură anticlericală care a dus la îndepărtarea a 100.000 de călugări, adică două treimi din clerul epocii, în Franța;
- Proiectul constituției civile a clerului (adoptat de Constituantă, la 12 iulie 1790), precum și situația schismei dintre preoții constituționali și preoții refractari, consecutivă aplicării constituției civile a clerului.

Papa Pius al VI-lea i-a făcut cunoscut, la 22 iulie 1790, lui Ludovic al XVI-lea că se opune proiectului de constituție civilă a clerului. Unul dintre puncte pune problemă. Reacția sa față de constituția civilă a clerului nu este, nici astăzi, elucidată. I se reproșează adesea reacția sa tardivă față de evenimente. Această întârziere i-ar fi lăsat pe preoți dezorientați, în primele șase luni ale anului 1791. 
În 1793, în faza cea mai violentă a descreștinării, a fost suprimat calendarul gregorian și înlocuit prin calendarul republican francez, cu decade în loc de săptămâni, fără sfinți și fără duminici.

### Papa Pius al VI-lea în timpul Directoratului
Franța anexează Avignonul și Comitatul Venaissin. La 19 februarie 1797, Napoleon Bonaparte îl constrânge pe Papa Pius al VI-lea să semneze Tratatul de la Tolentino cu Franța Directoratului, care concede Franței legațiile din Romagna, Bologna și Ferrara.
La vestea asasinării generalului Duphot, Directoratul ordonă, la 11 ianuarie 1798, ocuparea Romei. Gaspard Monge pleacă la 6 februarie la Roma. Revoluția izbucnește în oraș la 15 februarie. Repubblica Romana este proclamată de poporul adunat în Campo Vaccino (vechiul forum).
Un ordin este intimat papei Pius al VI-lea, în numele Republicii Franceze, de a renunța  la puterea sa temporală și de a se mulțumi cu puterea spirituală. Cum se știe, o asemenea somație nu este realizabilă. De aceea i se subtituie un ordin de a pleca în termen de două zile. Pius al VI-lea părăsește Vaticanul în noaptea de 19 spre 20 februarie 1798. 
Refugiat la Siena, apoi la mănăstirea din Florența (în iunie 1798), Pius al VI-lea este prins de trupele franceze și făcut prizonier. Este dus, succesiv, la Bologna, Parma, Torino, apoi la Grenoble, Briançon, și în sfârșit la Valence.
În ciuda tulburărilor pe care le cunoștea Franța epocii, Papa Pius al VI-lea a primit
numeroase și emoționante dovezi de respect, de compasiune și de comuniune în credință din partea oamenilor mărunți, de-a lungul  întregii sale călătorii, între Briançon și Valence.

### Sfârșitul vieții
La Valence a fost încarcerat de către Republica Franceză și a murit de epuizare, la 29 august 1799. Succesorul său a fost papa Pius al VII-lea, ales într-un conclav desfășurat în Mănăstirea San Giorgio Maggiore din Veneția, Roma fiind ocupată de trupe franceze.

## Omagieri
- Poetul Paul Claudel l-a numit părinte comun al celor credincioși.